# Vigna Soliva
Il monte Vigna Soliva è una montagna alta 2356 m delle Prealpi Bergamasche, situata tra la val Seriana e la val Sedornia (laterale della stessa), in provincia di Bergamo.
Amministrativamente suddiviso tra i comuni di Gandellino e Valbondione, comprende nel proprio gruppo anche il monte Calvera (2.301 m s.l.m.) ed il pizzo della Corna (2.352 m.)

## Accessi

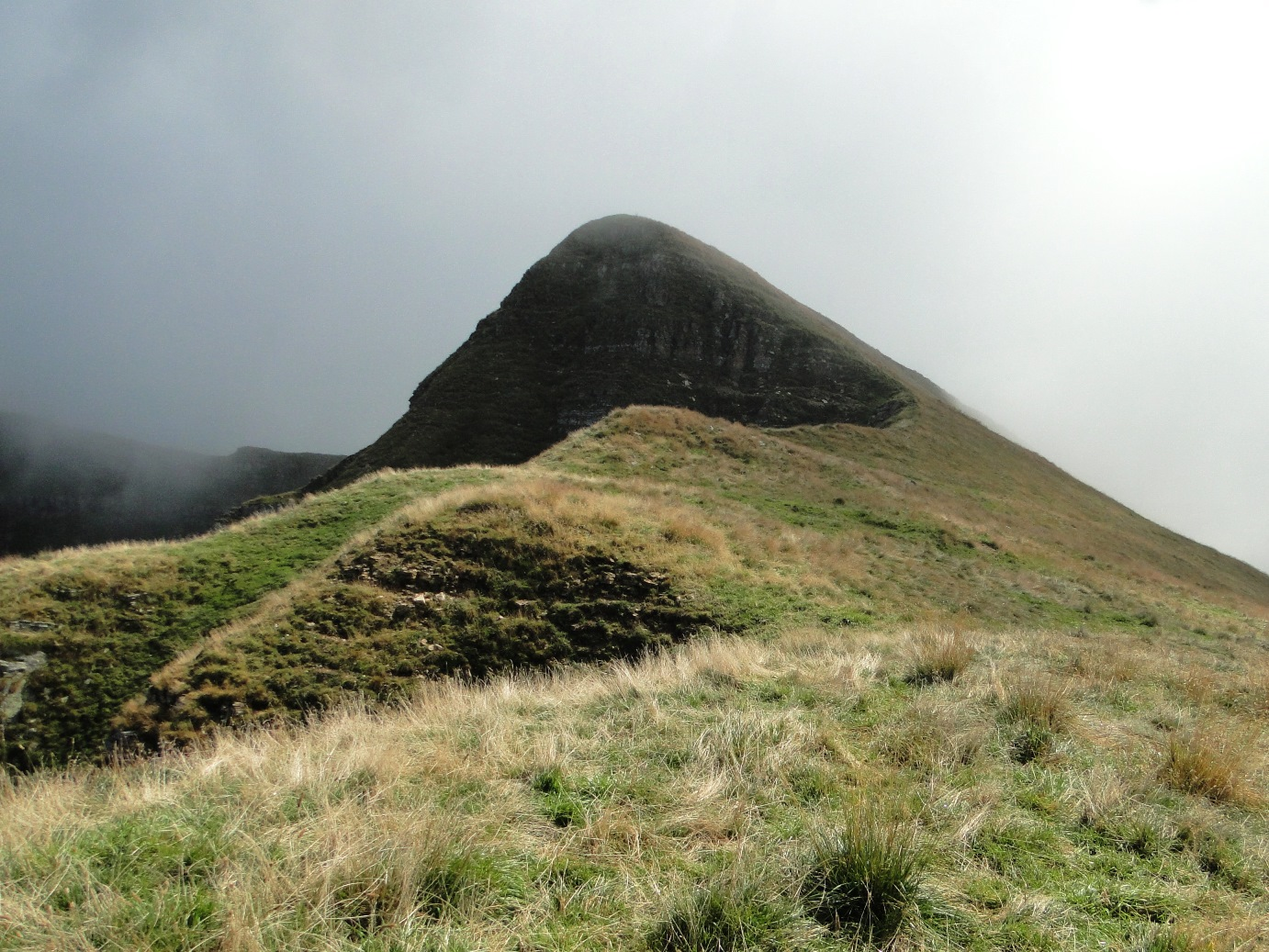
La cresta finale del Vigna Soliva

Esistono due opzioni per salire sul Vigna Soliva. La prima prevede come base di partenza la località Tezzi Alti, frazione di Gandellino. Imboccare quindi il sentiero contrassegnato con il segnavia del C.A.I. numero 309 che si addentra nella val Sedornia. Giunti al bivio poco dopo la cappelletta di san Carlo, mantenendo la sinistra, si comincia a guadagnare quota lungo sulla carrozzabile che, dopo aver toccato le baite di Vigna Soliva, diventa sentiero e si spinge al passo di Valgrande. Dal passo si guadagna la ariosa (ma non pericolosa) cresta che, dopo aver superato il pizzo della Corna, giunge alla vetta. 
Dallo stesso punto di partenza, mantenendo la sinistra in un bivio posto tra la cappella di san Carlo e la baita bassa di Vigna Soliva, vi è la possibilità di raggiungere la sommità anche dal monte Calvera, terza cima del gruppo, seguendo prima i bollini azzurri e poi gli omini in pietra.
La seconda opzione prevede come punto di partenza il paese di Lizzola, frazione di Valbondione, da cui salire lungo le piste da sci, ed imboccando la Valgrande fino a raggiungere l'omonimo passo, descritto nella precedente alternativa.